# 생선

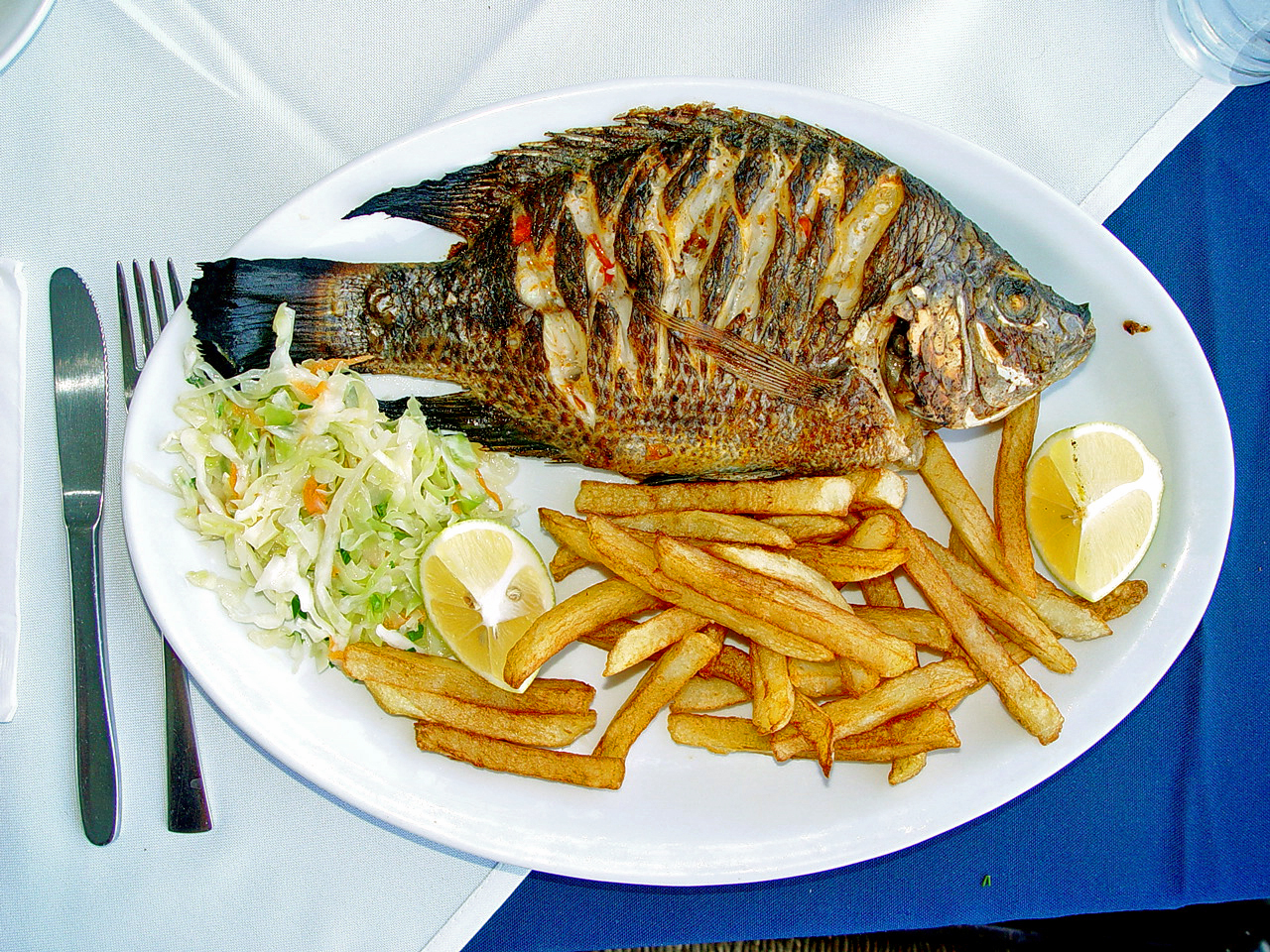
요리된 틸라피아.

생선(生鮮)이란 음식으로 쓰이는 물고기를 말한다. 많은 종의 물고기가 인간에 의해 포획되어 전 세계 거의 모든 지역에서 식품으로 소비된다. 생선은 단백질과 기타 영양소의 중요한 식이 공급원이었다.
1961년 이후 전 세계적으로 눈에 띄는 식용 어류 소비의 연평균 증가율(3.2%)은 인구 증가(1.6%)를 앞지르고 모든 육상 동물(2.8%)과 개별(소, 양, 돼지 등)의 고기 소비량을 초과했다. .(가금류(4.9%) 제외) 1인당 기준으로 식용 생선 소비량은 1961년 9.0kg(19.8lb)에서 2015년 20.2kg(45lb)으로 연평균 약 1.5%의 비율로 증가했다. 소비 확대는 생산량 증가뿐만 아니라 폐기물 감소, 활용도 향상, 유통 채널 개선, 인구 증가, 가처분 소득 증가 및 도시화와 관련된 소비자 수요 증가 등 다양한 요인의 조합에 의해 주도되었다.
유럽, 일본, 미국은 1961년 세계 전체 식용 수산물 소비량의 47%를 차지했지만 2015년에는 약 20%에 불과했다. 2015년 전 세계 총 1억 4,900만 톤 중 아시아가 3분의 2 이상을 소비했다. (1인당 24.0kg 기준 1억 6백만 톤). 오세아니아와 아프리카가 가장 낮은 점유율을 차지했다. 이러한 변화는 해당 부문의 구조적 변화, 특히 수산 생산에서 아시아 국가의 역할 증가, 그리고 세계의 성숙된 수산 시장과 점점 더 중요해지는 여러 신흥 시장의 경제성장률 간의 상당한 격차의 결과이다. 전 세계적으로, 특히 아시아에서 말이다.

## 종류
32,000개가 넘는 종의 물고기가 기술되어 있고, 수많은 종의 조개류가 있으나, 이 중에서 사람이 먹을 수 있는 종의 수는 적은 편이다. 생선에는 굴비, 조기, 고등어, 갈치, 꽁치, 전어, 명태, 노가리, 황태, 은어, 민물어종 가물치, 쏘가리, 메기, 붕어, 잉어 등이 있다.
| 음식으로서의 생선과 조개류의 예 | 음식으로서의 생선과 조개류의 예                                        | 음식으로서의 생선과 조개류의 예                                                           | 음식으로서의 생선과 조개류의 예                      |
|                                 | 온화한 맛                                                              | 중간 맛                                                                                   | 꽉찬 맛                                              |
| ------------------------------- | ---------------------------------------------------------------------- | ----------------------------------------------------------------------------------------- | ---------------------------------------------------- |
| 부드러운 질감                   | 베트남메기, 무지개송어, 갑오징어, 참굴                                 | 멸치, 날가지숭어, 성게류                                                                  | 대서양고등어                                         |
| 중간 질감                       | 명태, 쏨뱅이, 곱사연어, 틸라피아, 이리치, 우럭, 가재,                  | 대서양연어, 은연어, 홍어, 섭조개                                                          | 연어                                                 |
| 단단한 질감                     | 메기, 참바리, 철갑상어류, 옥돔, 꼬치삼치, 방어, 닭새우, 문어, 살오징어 | 큰입선농어, 곱상어 만새기, 붉평치속, 청상아리속, 황새치, 날개다랑어, 황다랑어, 코끼리조개 | 꼬치고기, 비막치어, 날새기, 장어, 대서양녹새치, 숭어 |

## 조리
생선은 일반적으로 튀기거나 굽거나 쪄서 먹는 경우가 많고, 말려서 오랫동안 보관하여 이것을 굽거나 국물을 넣어 졸이는 등 여러 가지 방법으로 조리할 수 있다. 또한 한국, 일본 등에서 날것으로 먹는 회나 사시미도 있다. 여러 다른 문화에 사용되는 보존 기술 중 다수는 꼭 필요한 것은 아니지만 섭취할 때의 맛과 질감을 위해 수행된다.

## 가공한 재료
- 건어물

## 문화
유럽에는 사순절의 영향으로 생선과 해산물을 기피하는 식문화가 형성되어 있으며, 현재에도 해산물을 싫어하는 유럽인들이 많다. 기독교화 되어있던 과거 유럽에는 사순절과 사계제일(四季祭日) 등의 금육일(禁肉日)이 년중 116일에 달하였으며 이날에는 어쩔수 없이 야채류와 함께 생선 만을 먹을 수 밖에 없었기 때문이다. 냉장기술이 발달하지 않았던 시절이라 염장, 훈제로 저장했던 생선은 맛이 떨어졌다. 미식의 나라인 프랑스에서 조차 '생선은 소스 맛으로 먹는다'는 격언이 있을 정도다.
특이하게도 포르투갈 만은 중세시절부터 생선튀김을 많이 먹었는데, 이런 튀김문화가 발달한 것은 대서양을 접하고 있고 올리브 오일이 풍부했으며 대항해시대를 개척하였던 역사 때문이다. 또한 어쩔수 없다면 즐기라는 격언에 따라 적극적으로 생선을 맛있게 먹기 위해 노력한 탓으로 보여진다. 특히, 포르투갈의 튀김요리 문화는 타국에 전래되어 영국의 피시앤칩스, 벨기에의 감자튀김(프렌치 프라이), 일본의 덴푸라(てんぷら), 미국에서 프라이드치킨의 탄생에 영향을 주었다.
영어에도 생선에 대한 부정적 표현이 많다. '생선도 손님도 3일이면 악취를 풍긴다'(fish and company stink after three days)는 속담이 있고, Fishy(피쉬)는 '수상쩍은, 의심스러운' 의미로 사용되고, 'Fish story'는 '허풍, 의심스러운 이야기'라는 의미로 사용된다.
프랑스어에서는 만우절을 "le poisson d'avril"이라고 하는데, 의미는 '4월의 물고기'이다. 일설에는 여기서 말하는 물고기란 고등어를 지칭하는 것으로, 4월에 잘 잡히는 바보같은 물고기라서 이런 이름이 생겨났다고도 하고, 사람을 놀리던 이야기로 부터 유래되었다고도 한다.
전통적으로 생선을 많이 먹는 국가는 일본이었다. 이는 과거에 불교가 일본에 전래된 이후에 육식을 금하는 문화가 형성되었는데 생선만은 허용되었기 때문이었다. 메이지 유신(1868)이 후에 육식을 금하는 문화는 사라졌으나 여전히 일본은 생선을 많이 먹는 국가에 속한다. 현대 들어서는 한국 역시 생선을 많이 소비하는 국가에 속한다.

## 같이 보기
- 물고기